# 細音啟
細音啟（日语：／ Sazane Kei），日本男性輕小說作家。
以《黃昏色的詠使》第一冊《夏娃在黎明時微笑》（黄昏色の詠使い イブは夜明けに微笑んで）得到第18屆Fantasia長篇小說大賞佳作，並憑本作出道。而在第33屆Fantasia小說大賞時，則獲邀成為該屆評審之一。
曾經在2009年到台灣參加漫畫博覽會。

## 作品
富士見Fantasia文庫出版：
- 黃昏色的詠使

插畫：竹岡美穗
日版全10集；台版全10集；陸版已推出9集。
- 冰結鏡界的伊甸

插畫：
日版全13集；台版全13集。
- 不完全神性機關伊莉斯

插畫：
日版全5集；台版全5集。
- S.I.R.E.N.（日语：S.I.R.E.N.）

插畫：蒼崎律
日版全5集；台版全5集。
- 你與我最後的戰場，亦或是世界起始的聖戰

插畫：貓鍋蒼
日版已推出19集；台版角川已推出13集。
MF文庫J出版：
- 世界末日的世界錄

插畫：冬野春秋
日版全10集；台版已推出10集。
- 為何我的世界被遺忘了？

插畫：neco
日版全9集；台版已推出6集。
- 神明渴求著遊戲。

插畫：
日版已推出9集；台版已推出5集。
NOVEL 0出版：
- 世界之敵

插畫：冬野春秋
日版已推出2集。
GAGAGA文庫出版：
- 穗馬高登山部日記

插畫：東西
日版已推出1集。

## 外部連結
- （日語） 細やかな音色を啓してみよう （页面存档备份，存于）
- （日語） 細音啟的X（前Twitter）